# Rally de Ferrol de 1977
El Rally de Ferrol de 1977 fue la octava edición y la undécima cita de la temporada 1977 del Campeonato de España de Rally. Fue también puntuable para el campeonato de Galicia. Se celebró del 13 al 14 de agosto y contó con un itinerario de dieciséis tramos que sumaban un total de 140 km cronometrados.

## Clasificación final
| Pos. | Piloto               | Copiloto                  | Automóvil                | Tiempo  | Diferencia |
| ---- | -------------------- | ------------------------- | ------------------------ | ------- | ---------- |
| 1.   | Beny Fernández       | José Luis Formoso         | Ford Escort RS 1800 MKII | 1:10:45 | 0.0        |
| 2.   | Marc Etchebers       | Marie-Christine Etchebers | Porsche 911 Carrera RSR  | 1:14:29 | +3:44      |
| 3.   | Jordi Cid            | Jordi Pons                | Chrysler 180             | 1:15:31 | +4:46      |
| 4.   | J. Rodríguez Estévez | Pérez                     | SEAT 1430-1800 FU        | 1:17:54 | +7:09      |
| 5.   | R. Oanes             | José Ramón Torreiro       | Alpine-Renault A110      | 1:18:43 | +7:58      |
| 6.   | Mariano Lacasa       | F. Sancho                 | Opel Kadett GT/E         | 1:21:48 | +11:03     |
| 7.   | Pío Alonso           | Leopold Varela            | Ford Fiesta MK1          | 1:24:04 | +13:19     |
| 8.   | Eugenio Eiranova     | Enrique Tenreiro          | Alpine-Renault A110      | 1:25:17 | +14:32     |
| 9.   | «Gavi»               | Lorenzo                   | SEAT 124-1800            | 1:25:30 | +14:45     |
| 10.  | Fernández            | Pérez                     | Renault 5 Alpine         | 1:28:40 | +17:55     |
| 13.  | María José Ruedas    | Bandera de ?              | Opel Kadett GT/E         | 1:30:35 | +19:50     |